# Біла земля (фільм)
«Біла земля» (рос. «Белая земля») — радянський художній фільм 1970 року режисера Олександра Карпова, знятий на кіностудії "Білорусьфільм".

## Сюжет
Операція «Гольцауґе» (нім. Holzauge) — нацистський план знищення радянських кораблів і літаків на підступах до Мурманська, реалізація якого відбулася в 1942 році. У острова Безіменний, наскочивши на міни, затонув радянський корабель, а дивом врятований інженер Окуліч потрапив у полон, однак зумів звільнитися і навіть прихопив з собою німецького офіцера Ріттера. За тиждень важкого шляху до материка він дізнається від німця про план «Гольцауґе».

## У ролях
- Паул Буткевич
- Улдіс Пуцитіс
- Олег Янковський
- Ольга Селезньова
- Алфонс Калпакс
- Олга Круміня

## Творча група
- Сценарій: Олексій Леонтьєв
- Режисер: Олександр Карпов
- Оператор: Сергій Петровський
- Композитор: Едуард Хагагортян